# Eddie Rickenbacker
Edward Vernon Rickenbacker (Columbus, Ohio 8 de octubre de 1890-Zúrich, Suiza 27 de julio de 1973) fue un piloto de caza estadounidense, as de la aviación de la I Guerra Mundial galardonado con la Medalla de Honor. Fue además piloto de carreras automovilísticas y diseñador de automóviles, consejero de estado en asuntos militares y pionero del transporte aéreo, siendo largo tiempo director de la Eastern Air Lines.

## Juventud

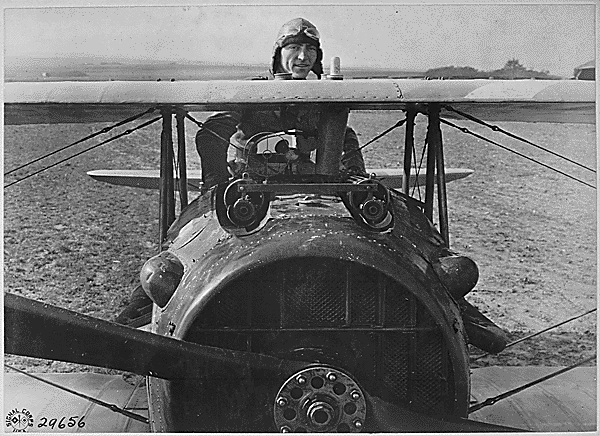
Rickenbacker montado en su avión

Edward Rickenbacher nació en Columbus, Ohio en una familia de inmigrantes suizos de habla alemana. Desde su infancia, amó las máquinas y experimentó con ellas, estimulado por las palabras de su padre: "Una máquina debe tener su propósito".
En lo que terminó siendo una de las características definitorias de su vida, estuvo próximo a perder la vida en múltiples ocasiones, tales como una carrera de carretas tiradas por caballos o una operación de amígdalas en su juventud, o distintos accidentes aéreos. Su primera experiencia cercana a la muerte ocurrió cuando pertenecía a la "pandilla de los Cabeza de caballo". Vivía cerca de una mina, y decidieron montarse en un carro que lanzaron cuesta abajo, que se inclinó dándose la vuelta y casi los aplasta a todos.
Rickenbacker abandonó la escuela en séptimo curso, cuando tenía 13 años, a raíz del fallecimiento de su padre el 26 de agosto de 1904. Encontró distintos trabajos para ayudar al sostén de su familia, pero impulsado por una fuerte admiración por los motores, se instruyó a sí mismo todo lo que pudo, e incluso realizó un curso a distancia por correspondencia de ingeniería. Insistentemente persiguió cualquier oportunidad de involucrarse con automóviles, y se incorporó a la Columbus Buggy Company, compañía de la que acabó convirtiéndose en vendedor.

## Carrera como piloto de automovilismo

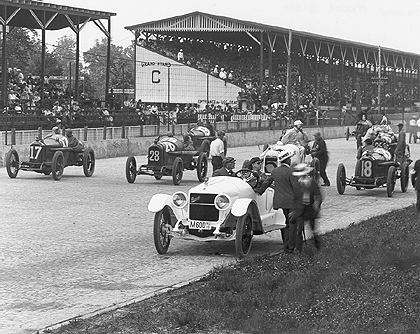
El automóvil de Rickenbacker (más oscuro) en el segundo lugar de la primera columna, preparado para la carrera de las 500 Millas de Indianápolis de 1916

Para 1910, Rickenbacker corría con los autos de su empleador, compitiendo en carreras en pistas de tierra para promover la velocidad y capacidad de respuesta de sus coches. Más adelante trabajó para Fred Duesenberg y pilotó sus autos en las 500 millas de Indianápolis. Afamado como el primer hombre en recorrer una milla en un minuto, recibió el apodo de "Fast Eddie" ("Eddie el Rápido").
Rickenbacker corrió las 500 millas de Indianápolis en 1912, 1914, 1915 y 1916. La única vez que finalizó la prueba fue en 1914, llegando en décima posición. En las otras tres carreras, no terminó debido a fallos mecánicos. Notablemente, en la carrera de 1916, salió en el segundo lugar de la primera columna.
| Año     | Número de auto | Posición de salida | Velocidad de clasificación | Columna | Llegada | Vueltas completadas | Vueltas lideradas | Causa de abandono  |
| ------- | -------------- | ------------------ | -------------------------- | ------- | ------- | ------------------- | ----------------- | ------------------ |
| 1912    | 16             | 13                 | 77.300                     | 22      | 21      | 43                  | 0                 | Válvula de entrada |
| 1914    | 42             | 23                 | 88.140                     | 19      | 10      | 200                 | 0                 |                    |
| 1915    | 23             | 20                 | 81.970                     | 20      | 19      | 103                 | 0                 | Eje                |
| 1916    | 5              | 2                  | 96.440                     | 2       | 20      | 9                   | 9                 | Transmisión        |
| Totales | Totales        | Totales            | Totales                    | Totales | Totales | 355                 | 9                 |                    |

## Primera Guerra Mundial

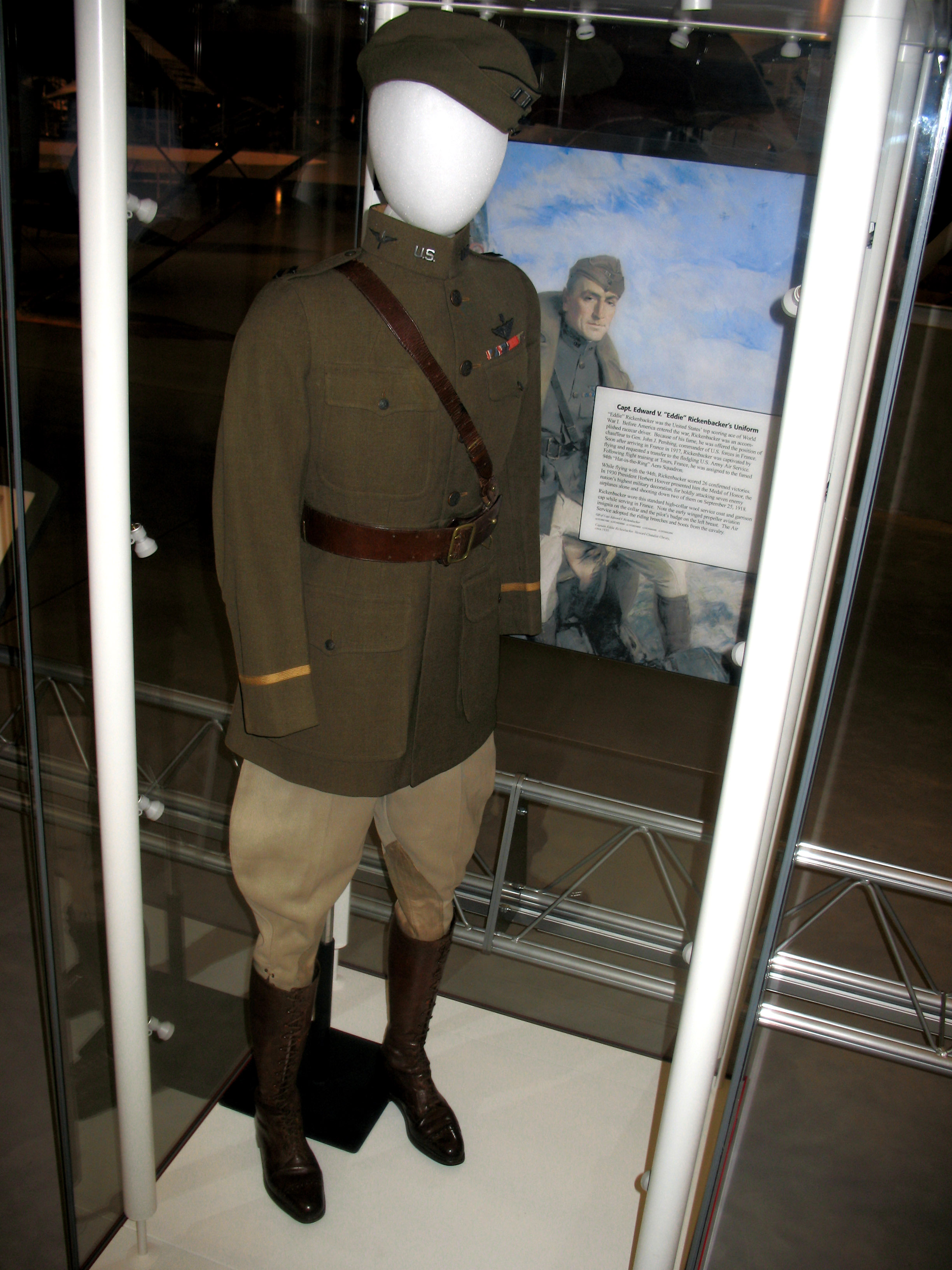
El uniforme de Rickenbacker en exhibición en el Steven F. Udvar-Hazy Center

### Antes de la entrada de EE.UU. en la guerra.
Rickenbacker quería unirse a las tropas aliadas en la I Guerra Mundial, pero los EE. UU. no habían entrado aún en ella. Había tenido ocasión de encontrarse con varios pilotos anteriormente, incluyendo un fortuito incidente en el cual reparó un aeroplano dañado para T. F. Dodd, un hombre que luego fue nombrado general de aviación del ejército al mando de John J. Pershing, siendo un importante contacto en los intentos de Rickenbacker de unirse al combate aéreo.

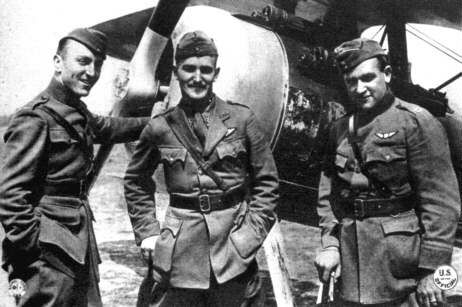
Eddie Rickenbacker, Douglas Campbell, y Kenneth Marr del 94.º Escuadrón Aéreo de persecución junto a un caza Nieuport 28

Durante la I Guerra Mundial, en una atmósfera antialemana, al igual que muchos otros estadounidenses-alemanes cambió su apellido; la "h" en "Rickenbacher" se transformó en una "k" en un esfuerzo por «quitar lo huno de su nombre». Como para ese entonces era bien conocido, el cambio recibió gran publicidad. «A partir de entonces escribió en su autobiografía, la mayoría de los Rickenbacher se vieron prácticamente forzados a pronunciar su apellido de la forma en que yo lo había hecho...»
Empezó a usar el nombre "Vernon" como segundo nombre porque consideraba que su nombre de nacimiento era de apariencia "un poco chata". Estaba especialmente interesado en cómo se vería su inicial intermedia. Firmó su nombre 26 veces, con una inicial diferente cada vez. Cuando se decidió por la "V", eligió "Vernon" como segundo nombre.
En 1916 viajó a Londres, con el objetivo de desarrollar un coche para las carreras en América. Debido a un error de la prensa y a la ascendencia suiza de Rickenbacker, se le consideró un espía. De camino al Reino Unido y en el propio territorio británico, agentes británicos siguieron de cerca sus actividades.
En el viaje de regreso a EE. UU. por mar, tuvo la idea de reclutar a sus amigos de competición en carreras deportivas como pilotos de caza, con la teoría de que se adaptarían fácilmente a las altas velocidades y a las pequeñas cabinas en las que operaban. Su sugerencia fue ignorada por los militares.

### Servicio en la Fuerza Aérea

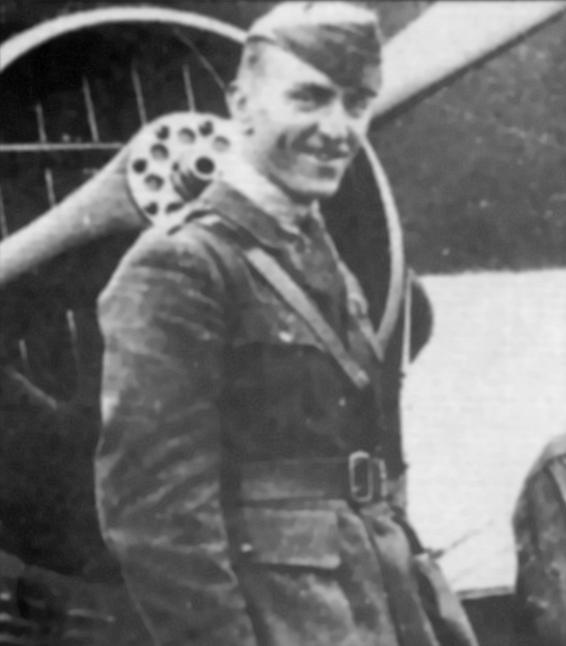
Rickenbacker durante la Primera Guerra Mundial

Cuando en 1917 los Estados Unidos declararon la guerra al Imperio Alemán, Rickenbacker se había alistado en el Ejército de los EE. UU. y estaba entrenando en Francia con algunas de las primeras tropas americanas. Llegó a Francia el 26 de junio de 1917 como sargento de primera clase. La mayoría de los hombres seleccionados para ser entrenados como pilotos provenían de universidades de prestigio, y Rickenbacker tuvo que luchar para obtener permiso para volar debido a su falta de "credenciales" en tal sentido. Debido a sus habilidades mecánicas, obtuvo un puesto como oficial ingeniero en una instalación de entrenamiento de vuelo (Issoudun), donde realizó prácticas de vuelo en su tiempo libre. Aprendió bien, pero debido a que sus habilidades eran claramente imprescindibles en ese lugar, sus superiores trataron de evitar que se ganara sus alas de piloto junto a los demás aspirantes.

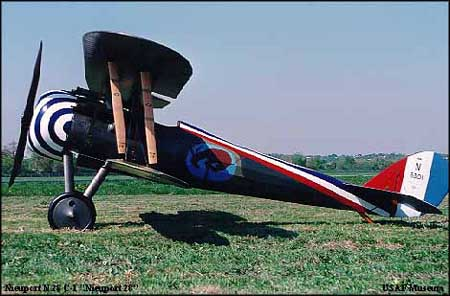
El Nieuport 28 (N.28C-1)

El Nieuport 28 fue el primer caza utilizado en combate por los pilotos americanos de la Fuerza Expedicionaria Estadounidense (la AEF, "American Expeditionary Force") en la Primera Guerra Mundial, así como también por Eddie. La imagen que aparece en el artículo corresponde en realidad a una reconstrucción con piezas originales llevada a cabo por la Fuerza Aérea de los EE. UU. en su museo de la Base Wright-Patterson, Ohio. Contiene madera y piezas metálicas de un Nieuport Tipo 28 original. La máquina lleva el mismo camuflaje y distintivos que los Nieuport del 95.º Escuadrón Aéreo, tal como eran en julio de 1918.
Rickenbacker demostró que ya se había formado como piloto, y los militares le concedieron una plaza en una unidad de caza, el 94.º Escuadrón de Combate, informalmente conocido como el Escuadrón 'Sombrero en el Anillo' a causa de su distintivo. En principio voló sin armamento en un Nieuport 28. El 29 de abril de 1918 derribó su primer avión y al obtener su quinta victoria se convirtió en un As del Combate Aéreo el 28 de mayo. Se le condecoró con la Cruz de Guerra Francesa (la Croix de Guerre) ese mismo mes por sus cinco victorias.

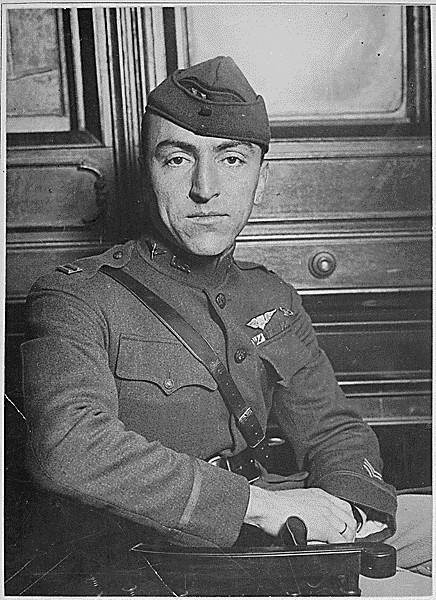
Capt. Eddie Rickenbacker, Servicio Aéreo del Ejército de los Estados Unidos, c.1919

El 30 de mayo, se apuntó su sexta victoria, la última en tres meses y medio. Sufrió una infección en el oído en julio que casi termina con su carrera aérea y lo mantuvo en tierra varias semanas. Derribó un Fokker D.VII, el caza alemán más temido, el 14 de septiembre y otro más al día siguiente. El 24 de septiembre de 1918, ya con el rango de capitán, fue nombrado comandante del escuadrón, y al día siguiente, obtuvo dos victorias más sobre aviones alemanes, por lo que tardíamente el presidente Herbert Hoover le otorgó la Medalla de Honor en 1931. Tras derribar otro Fokker D.VII el 27 de septiembre, se le encomendó la tarea de destruir globos de observación enemigos, derribando uno el 28 de septiembre y otro más el 1 de octubre, mes en el que obtuvo trece victorias más, llevando su total a trece Fokker D.VII, cuatro cazas alemanes, cinco globos de observación (que solían estar muy protegidos por baterías antiaéreas), y solo cuatro de los "fáciles" aviones de reconocimiento biplazas.
Los militares determinaban el estatus de as del combate aéreo confirmando la declaración de los pilotos con la debida confirmación por parte de testigos en tierra, afirmaciones de otros pilotos, u observación de los restos de aviones enemigos estrellados. Sin testigos, un derribo reportado no contaba. Era un sistema imperfecto, que dependía de las debilidades de la observación humana, así como de las diferencias climáticas y del terreno. La mayoría de las victorias aéreas de los ases eran en sí solo estimaciones, no cuentas exactas. Sin embargo, las 26 victorias de Rickenbacker constituían un récord americano que se mantuvo hasta la II Guerra Mundial. Rickenbacker voló un total de trescientas horas de combate, más que cualquier otro piloto americano en la guerra. Cuando Rickenbacker se enteró del Armisticio con Alemania, realizó un vuelo sobre el frente occidental para observar el cese del fuego y las demostraciones de alegría y camaradería mientras las ex tropas combatientes cruzaban las fronteras y se unían en celebración.

### Victorias aéreas verificadas en la Primera Guerra Mundial
| Número | Fecha               | hora | Aeroplano | Oponente      | Locación           |
| ------ | ------------------- | ---- | --------- | ------------- | ------------------ |
| 1      | 29 de abril de 1918 | 1810 | —         | Pfalz D.III   | Baussant           |
| 2      | 7 de mayo de 1918   | 0805 | —         | Pfalz D.III   | Pont-à-Mousson     |
| 3      | 17 de May de 1918   | 1824 | —         | Albatros D.V  | Ribécourt          |
| 4      | 22 de mayo de 1918  | 0912 | —         | Albatros D.V  | Flirey             |
| 5      | 28 de mayo de 1918  | 0925 | —         | Albatros C.I  | Bois de Rate       |
| 6      | 30 de mayo de 1918  | 0738 | —         | Albatros C.I  | Jaulny             |
| 7      | 14 de Sep de 1918   | 0815 | SPAD XIII | Fokker D.VII  | Villecy            |
| 8      | 15 de Sep de 1918   | 0810 | SPAD XIII | Fokker D.VII  | Bois de Warville   |
| 9      | 25 de Sep de 1918   | 0840 | SPAD XIII | Fokker D.VII  | Billy              |
| 10     | 25 de Sep de 1918   | 0850 | SPAD XIII | Halberstadt C | Foret de Spincourt |
| 11     | 26 de Sep de 1918   | 0600 | SPAD XIII | Fokker D.VII  | Damvillers         |
| 12     | 28 de Sep de 1918   | 0500 | SPAD XIII | Globo         | Sivry-sur-Meuse    |
| 13     | 1 de Oct de 1918    | 1930 | SPAD XIII | Globo         | Puzieux            |
| 14     | 2 de Oct de 1918    | 1730 | SPAD XIII | Hannover CL   | Montfaucon         |
| 15     | 2 de Oct de 1918    | 1740 | SPAD XIII | Fokker D.VII  | Vilosnes           |
| 16     | 3 de Oct de 1918    | 1707 | SPAD XIII | Globo         | Dannevoux          |
| 17     | 3 de Oct de 1918    | 1640 | SPAD XIII | Fokker D.VII  | Cléry-le-Grand     |
| 18     | 9 de Oct de 1918    | 1752 | SPAD XIII | Fokker D.VII  | Dun-sur-Meuse      |
| 19     | 10 de Oct de 1918   | 1552 | SPAD XIII | Fokker D.VII  | Cléry-le-Petit     |
| 20     | 10 de Oct de 1918   | 1552 | SPAD XIII | Fokker D.VII  | Cléry-le-Petit     |
| 21     | 22 de Oct de 1918   | 1555 | SPAD XIII | Fokker D.VII  | Cléry-le-Petit     |
| 22     | 23 de Oct de 1918   | 1655 | SPAD XIII | Fokker D.VII  | Grande Carne Ferme |
| 23     | 27 de Oct de 1918   | 1505 | SPAD XIII | Fokker D.VII  | Bois de Money      |
| 24     | 27 de Oct de 1918   | 1450 | SPAD XIII | Fokker D.VII  | Grand Pre          |
| 25     | 30 de Oct de 1918   | 1040 | SPAD XIII | Globo         | Remonville         |
| 26     | 27 de Oct de 1918   | 1635 | SPAD XIII | Globo         | St. Juvin          |

## Período de entreguerras
Después de terminada la guerra se abordó a Rickenbacker con fines publicitarios, y decidió realizar una gira para promocionar los "Bonos de la Libertad" emitidos por el gobierno. Se le ofrecieron muchos papeles en películas, pero no quería acaparar tanta atención, incluso siendo el piloto más aclamado de América (pronto suplantado por Charles Lindbergh después de su vuelo en solitario cruzando el Atlántico). Rickenbacker describió sus experiencias en la guerra en sus memorias, El circo volador de combate, publicado después de la guerra. En este libro, también describe el carácter, hazañas, y muerte de su compañero piloto el teniente Quentin Roosevelt, hijo del presidente Theodore Roosevelt.
En 1925 fue testigo de la defensa, junto con Hap Arnold, Tooey Spaatz, Ira Eaker, y Fiorello H. La Guardia, en el consejo de guerra contra el general Billy Mitchell.

### Matrimonio
En 1922, Rickenbacker se casó con Adelaide Frost, un matrimonio que duró de por vida. Aunque pasaron un considerable tiempo en Florida, Texas y Ohio, los Rickenbacker vivieron sobre todo en la ciudad de Nueva York. Adoptaron dos hijos: David, en 1925, y William, en 1928. Adelaide era una esposa poco convencional para la época: cinco años mayor que él, casada anteriormente, desenvuelta y activa. Independendiente como era, apoyó por completo las distintas actividades de Rickenbacker hasta su muerte en 1973.

### El automóvil Rickenbacker
Todavía interesado en las máquinas, fundó una compañía fabricante de automóviles, vendiendo coches tecnológicamente avanzados basados en innovaciones descubiertas en las carreras. El Rickenbacker estaba equipado con el primer sistema de frenos en las cuatro ruedas, pero probablemente debido a la resistencia a esta idea, resistencia promovida por fabricantes que en su inventario carecían de este sistema, la compañía fue financieramente poco exitosa. Contrajo una deuda masiva debido a las pérdidas de la empresa, y determinado a pagar a todos sus acreedores se empobreció. Finalmente, todos los vehículos manufacturados en EE. UU. terminaron incorporando el sistema de frenos en las cuatro ruedas.

### Pista de carreras de Indianápolis
En 1927, Rickenbacker compró la pista de carreras de Indianápolis, que operó durante casi una década hasta el estalllido de la Segunda Guerra Mundial, supervisando muchas de las mejoras en las instalaciones.
Una vez que tuvo bajo su control las operaciones del circuito, se dedicó a buscar oportunidades adicionales en otras empresas, incluyendo puntos de venta para Cadillac (una división de General Motors) y para varias líneas aéreas y fabricantes de aviones.
Después de la prueba de 1941, Eddie suspendió las carreras debido a la Segunda Guerra Mundial. En 1945, vendió el circuito al empresario Anton Hulman, Jr. de Terre Haute (Indiana).

### Polémicas con el presidente Roosevelt
Rickenbacker estaba abiertamente en oposición a las políticas del presidente Franklin Roosevelt como el New Deal, viéndolas solo como un poco mejores que el socialismo. Por esto, soportó críticas de la prensa y de la administración Roosevelt, que ordenó a la NBC que se le impidiera expresar críticas sobre las políticas de Roosevelt, especialmente después de que Rickenbacker denunció duramente la decisión del presidente de rescindir los contratos existentes en 1934 y de haber asignado a los pilotos militares hacerse cargo del correo aéreo. Para ese entonces, Rickenbacker era vicepresidente de una de las compañías afectadas, "Aerotransporte del Este" Cuando, como resultado de la política presidencial, numerosos pilotos de la Fuerza Aérea sin la experiencia necesaria murieron en accidentes de aviación, Rickenbacker denominó a este hecho un "asesinato legalizado".

### Eastern Air Lines
El negocio más duradero de Rickenbacker fue la "Eastern Air Lines", que dirigió de por vida. En los años 1920 había trabajado con y para la General Motors: primero como distribuidor para California de un nuevo vehículo, el Sheridan, que tuvo una vida corta. Luego se encargó del marketing del LaSalle; y finalmente como vicepresidente de ventas de su afiliada "Fokker Aircraft Company". Posteriormente persuadió a GM de comprar "North American Aviation", un conglomerado entre cuyos activos figuraba la "Eastern Air Transport". GM le pidió que dirigiera esa empresa a partir de 1935. Con la ayuda de amigos que conoció en la guerra, en carreras de coches, o en otros vaivenes de su vida, combinó Eastern Air Transport con Florida Airways para crear la "Eastern Air Lines", una línea aérea que pasó de realizar unos pocos miles de millas por semana a ser una de las grandes compañías de transporte aéreo. En abril de 1938, al enterarse de que GM estaba considerando vender Eastern a John D. Hertz, se reunió con el director de GM Alfred P. Sloan, y compró la empresa por 3,5 millones.
Supervisó muchos cambios radicales en el campo de la aviación comercial. Negoció con el gobierno para adquirir rutas de correo aéreo, una gran ventaja para compañías en busca de negocios. Ayudó a desarrollar y apoyó nuevos diseños de aviones, y adquirió aviones históricos para la Eastern, incluido el Lockheed Constellation comisionado por Howard Hughes para la Trans World Airlines (Rickenbacker, 1967, 440). Colaboró personalmente con muchos de los pioneros de la aviación, incluyendo a Donald Wills Douglas, Sr., fundador de la Douglas Aircraft Company que luego terminó siendo la McDonnell Douglas. Promovió entre el público la afición al vuelo, pero, siempre consciente de la posibilidad de accidentes, escribió en su autobiografía que: «Nunca me gustó usar la palabra "seguro" en relación ya sea con Eastern Air Lines o con el campo del transporte en su totalidad; prefiero usar la palabra "fiable".»

#### Accidente casi mortal
Rickenbacker viajaba frecuentemente por negocios en vuelos de la Eastern Airlines. El día 26 de febrero de 1941, iba de pasajero en un DC-3 que se estrelló en las afueras de Atlanta, Georgia. Sufrió graves heridas, empapado en combustible, atrapado e inmovilizado en los restos del avión accidentado. A pesar de sus propias heridas de carácter crítico, dio ánimos a los pasajeros y pilotos, ofreciendo el consuelo que pudo a aquellos a su alrededor que estaban heridos o muriendo, y guio a los supervivientes que aún se podían desplazar a intentar buscar ayuda. Fueron rescatados tras pasar una noche en el lugar del accidente. Rickenbacker a duras penas sobrevivió. Esta fue la primera vez en que la prensa anunció su muerte de manera prematura.
En una dramática recreación de lo que ocurrió, la autobiografía de Rickenbacker relata sus emotivas experiencias. Todavía consciente pero con dolores terribles, fue dejado atrás por las ambulancias que transportaban los cuerpos sin vida de algunas víctimas. Cuando llegó al hospital, sus heridas parecían tan grotescas que los médicos lo dieron por muerto por un tiempo, abandonándolo y dando instrucciones al cuerpo médico en general de que se encargara "de los vivos primero"." Sus heridas incluían fisuras en el cráneo, otras lesiones en la cabeza y dentadura, un antebrazo izquierdo destrozado y nervios aplastados, mano izquierda paralizada, varias costillas rotas, lesiones fuertes en la cadera y roturas en las pelvis, además de varios nervios de su cadera izquierda afectados y la rodilla izquierda rota. Su ojo izquierdo resultó expulsado literalmente de su cavidad. Se recuperó de estas heridas después de permanecer meses en el hospital y recuperó la visión por completo.
Describió la experiencia con vívidas descripciones de su estado mental mientras la muerte parecía acercarse, enfatizando el acto de esfuerzo supremo que requirió alejar estos pensamientos. Su autobiografía detalla que pasó 10 días al borde de la muerte, lo que ilustró como una abrumadora sensación de calma y placer.

### Guionista de historietas
Rickenbacker escribió una famosa tira de prensa titulada Ace Drummond en el período 1935-1940. Trabajó con el artista de la aviación y escritor Clayton Knight, que ilustraba la serie. El guion seguía las aventuras del aviador Drummond. Posteriormente se adaptó en forma de un serial cinematográfico y de un programa de radio de idéntico nombre.

## Segunda Guerra Mundial
Como civil, Rickenbacker contribuyó al esfuerzo bélico. En 1942, realizó visitas a las bases de entrenamiento en el sudoeste de los Estados Unidos e Inglaterra. Animó al público americano a contribuir con tiempo y recursos, y gestionó la provisión de personal y equipo de la Eastern Airlines para actividades de propósito militar.
Inspeccionó tropas, operaciones, y equipo, y sirvió a la publicidad para aumentar el apoyo de los civiles a los soldados. En 1942, con una carta de autorización de Henry L. Stimson, Secretario de guerra de los EE. UU., visitó Inglaterra en una misión militar oficial y dio recomendaciones de grandísima importancia para planear futuras operaciones.

### A la deriva en el mar
Una de las más famosas experiencias cercanas a la muerte de Rickenbacker ocurrió en octubre de 1942. Fue enviado en una gira por el teatro de operaciones del Pacífico para controlar las condiciones y operaciones allí en curso, y para enviar personalmente un mensaje secreto e
al general Douglas MacArthur. Después de visitar bases en Hawái, el B-17 D en el que volaba (matriculado 40-3089) se desvió cientos de millas de su rumbo cuando se dirigía a su primera escala prevista, Canton Island. El error de navegación se debió a un octante que estaba manejando falsa información, lo que causó errores importantes en los cálculos de navegación aérea. El instrumento había sufrido una fuerte sacudida en un incidente previo al despegue. Este accidente impulsó el desarrollo de mejoras en las herramientas de navegación y equipos de supervivencia para la tripulación. Los pilotos se vieron obligados a amerizar en una zona del océano Pacífico fuertemente controlada por fuerzas japonesas.
Durante 24 días Rickenbacker, su amigo y socio de negocios y la tripulación navegaron a la deriva sobre el mar. Rickenbacker todavía sufría como consecuencia de las graves heridas de su accidente anterior, su amigo Hans Adamson contrajo serias lesiones en el amerizaje forzoso y otros miembros de la tripulación sufrieron heridas también de diferente gravedad. La ración de comida de la tripulación se acabó rápidamente al cabo de tres días. En el octavo día, una gaviota se posó en la cabeza de Rickenbacker, que con sumo cuidado, la capturó y los sobrevivientes meticulosamente la dividieron equitativamente y usaron una porción para carnada de pesca. Vivían del agua dulce de lluvias esporádicas y de otros alimentos «milagrosos». Rickenbacker asumió el liderazgo, alentando y guiando a los demás para que sobrevivieran.
La fuerza aérea de los Estados Unidos tenía intenciones de abandonar la búsqueda de la tripulación perdida desde hacía más de dos semanas, pero la esposa de Rickenbacker los convenció para que buscasen durante una semana más. Nuevamente la prensa reportó que había muerto.
Pilotos de la Armada rescataron a los miembros sobrevivientes de la tripulación el 13 de noviembre de 1942, en la zona costera de Nukufetau cerca de Samoa. Sufrían de insolación, deshidratación y desnutrición. Uno de los hombres de la tripulación falleció y fue enterrado en alta mar. 
Debido a la actuación y liderazgo en esta operación de búsqueda y rescate se otorgó la Medalla del Aire al teniente William F. Eadie, USN.
La cita que acompañaba al premio rezaba así:

Por sus logros meritorios en la participación de un vuelo pilotando un avión de reconocimiento, en busca de sobrevivientes del grupo Rickenbacker el 12 de noviembre de 1942. Descubriendo la pequeña balsa tras una búsqueda de más de 10 horas, el teniente Eadie, sabiendo que cada momento contaba después de 20 días de hambre y sed sufridos por estos hombres, amerizó su avión en mar abierto cerca de la balsa. Colocando los heridos más graves en la cabina de su pequeño avión, y sujetando el resto en las alas, se dirigió hacia su base, a 40 millas, hasta que recibieron asistencia de un buque en tránsito. El coraje y habilidad permitieron el logro de esta arriesgada misión que se inscribe en las más altas tradiciones del Servicio Naval de los Estados Unidos.

Rickenbacker completó su misión y entregó a MacArthur el mensaje secreto, cuyo contenido nunca llegó a hacerse público. Inicialmente pensó que habían estado perdidos por 21 días, y escribió un libro titulado Seven Came Through, publicado por Doubleday, Doran. No sería hasta mucho después cuando calculó correctamente el tiempo transcurrido y corrigió su error en su autobiografía de 1967.
La prueba de fuego de Rickenbacker fue usada como ejemplo más tarde en Alcohólicos Anónimos cuando la primera de sus 12 tradiciones se formuló así: Nuestro bienestar común será la número uno; la recuperación individual será a través de la unión de los A.A."

### Misión a la Unión Soviética en 1943
Todavía decidido a apoyar el esfuerzo bélico de los Estados Unidos, Rickenbacker sugirió una misión en la Unión Soviética para proveer a los soviéticos de lo necesario para sus aviones americanos. Su objetivo privado era buscar conocimientos acerca de las capacidades soviéticas más potencialmente hostiles. Se dirigió a los diplomáticos soviéticos, y evitó pedir apoyo al presidente Franklin Roosevelt, aduciendo desacuerdos personales entre los dos. Con la ayuda de los EE. UU. e intercambiando favores con el embajador soviético, Rickenbacker recibió un permiso, casi imposible de obtener de otro modo, para viajar libremente por la Unión Soviética.
El Departamento de Guerra ruso dio todas las facilidades posibles a Rickenbacker, incluyendo una altamente inusual carta estableciendo que el portador estaba autorizado a visitar aquellas... áreas... en las que crea... conveniente hacer una inspección, así como a recibir explicaciones en persona.", firmada por el secretario de Guerra.
El viaje lo llevó a Sudamérica, donde hizo importantes observaciones acerca de las condiciones que allí encontraba. Se detuvo en África, China e India, revisando en cada parada las operaciones de los Estados Unidos en los distintos lugares, y tomando notas para reportar a las autoridades. En Irán, se ofreció a recoger a un oficial estadounidense, cuya solicitud no aprobada de viajar a la Unión Soviética retrasó la gira de Rickenbacker durante unos días.
En la Unión Soviética sería testigo de las extraordinarias condiciones en tiempos de guerra, tanto por el patriotismo y la dedicación del pueblo al esfuerzo bélico, como por el despiadado trato hacia aquellos miembros de la sociedad que no formaban parte directa de este esfuerzo. Confraternizó con muchos oficiales soviéticos, y compartió su conocimiento acerca de los aviones recibidos de los Estados Unidos. Fue ostentosamente agasajado en varios intentos de los agentes del KGB para que tomara alcohol suficiente como para intentar sacarle información clasificada.
Rickenbacker convirtió la misión en un éxito. Un comandante de la defensa de Moscú le contó como había permanecido en su casa en 1937, y conexiones personales como esta, junto con el respeto y el aprecio mostrado por el personal militar soviético mejoraron su efectividad a la hora de obtener y recolectar información. Cuando dejó la Unión Soviética, comprendía las capacidades y estrategias de los soviéticos, supo acerca de la novedosas estrategia de los batallones de tanques, y había memorizado un mapa de la línea del frente soviético, con las posiciones de las mayores unidades militares en conflicto. También dispuso del acceso sin precedentes a la fábrica de aviones de combate Shturmovik. Pero fueron comentarios realizados por Rickenbacker durante su viaje los que alertaron a los soviéticos sobre la existencia de la secreta super-fortaleza voladora B-29 y su programa de desarrollo.
Pensaba que las prácticas de la unión Soviética favorecerían al capitalismo, y que finalmente se convertiría en una nación capitalista.
El primer ministro británico Winston Churchill entrevistó a Rickenbacker acerca de su misión. En los Estados Unidos, la información que recopiló se plasmó en algunas acciones militares y diplomáticas, pero el presidente Roosevelt lo ignoró y no se encontró con él tras su exitosa misión.

## Después de la Segunda Guerra Mundial
Aunque su lugar de residencia principal siempre fue la Ciudad de Nueva York, por muchos años tuvo una casa de invierno en Coconut Grove, Florida, cerca de las instalaciones de Eastern Airlines en el Aeropuerto Internacional de Miami.
En noviembre de 1947 se completó una autopista elevada de cuatro millas (6 km) de longitud uniendo Miami con la parte isleña de Key Biscayne. Se le puso el nombre de Rickenbacker, en honor al pionero de la aviación y presidente de Eastern Airlines.
Por un tiempo, Eastern llegó a ser la aerolínea más pujante en la época de la posguerra. A finales de los 50, su suerte cambió, y Rickenbacker fue forzado a abandonar su posición de director ejecutivo el 1 de octubre de 1959, cesando en su cargo de presidente del consejo el 31 de diciembre de 1963.
En los 60, cobró una gran fama como orador. Compartió su visión futurista de la tecnología y el comercio, exhortó a los estadounidenses a respetar a su "enemigo" (la Unión Soviética) durante la guerra fría, aunque conservando los valores Norteamericanos, y expresando ideales conservadores.
Tras su retiro de la Eastern Air Lines en 1963 a la edad de 73 años, Adelaida y Eddie Rickenbacker se dedicaron a viajar. En 1967, cuando publicó su autobiografía, se editó una edición especial para los empleados de la Eastern Air Lines con la siguiente dedicatoria:

A los hombres y mujeres de la Eastern Air Lines,

Es con placer y con orgullo como escribo esta narración de la historia de mi vida desde el momento en el que tenía tres años de edad.
Encontrarán en ella la fuente de esos principios que solía predicar; y si sirven, aunque sea, para evitar algunos de los fuertes disgustos y desagradables sufrimientos que tuve que atravesar, entonces me sentiré restituido por mis esfuerzos.

De estos principios y nuestros trabajos juntos emerge una de las más grandes líneas aéreas de nuestro país, desarrollando a futuro nuestra gran herencia de ser pioneros. En los años venideros, jóvenes y fuertes manos llevarán estos principios a un futuro que ustedes y yo, con todos nuestros sueños, podemos difícilmente visualizar---esta "procesión de Juventud" que siempre fue y siempre será el verdadero espíritu de la Eastern Air Lines.
Capitán Eddie Rickenbacker

Rickenbacker sufrió un derrame cerebral mientras visitaba Suiza en busca de tratamiento médico para su esposa Adelaida. Falleció el 23 de julio de 1973 en Zürich y su cuerpo fue enterrado en su Columbus natal, en el cementerio Green Lawn, situado en esa misma ciudad.
En 1977, a la edad de 92 años, Adelaida estando completamente ciega, con mala salud y fuertemente dolida por la pérdida de su marido, se suicidó de un disparo en su hogar de Key Biscayne, Florida.

## Condecoraciones militares

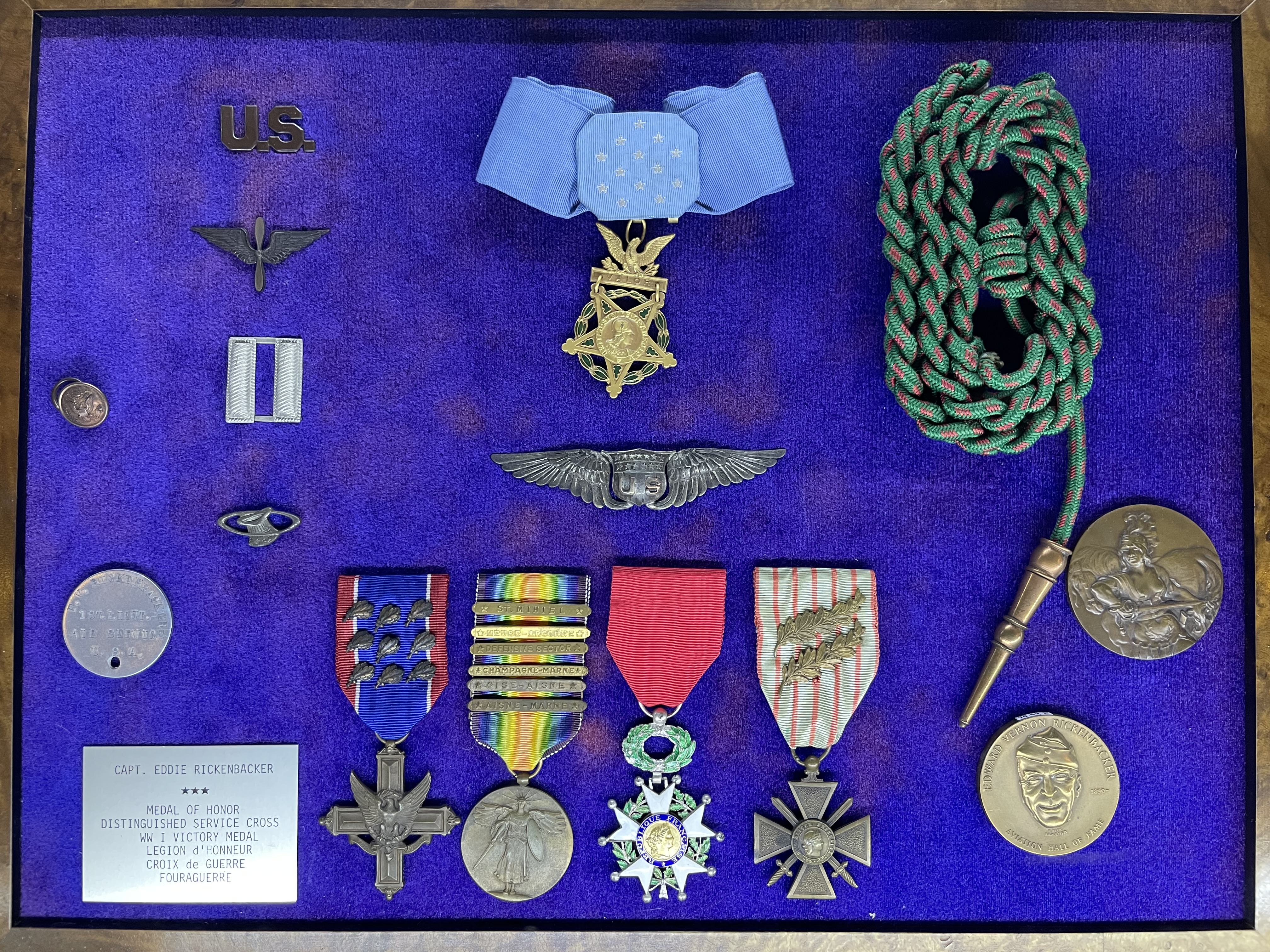
Condecoraciones militares de Rickenbacker, emblemas e insignias en exposición en el Museo Aeroespacial de San Diego

### Medalla de Honor
Edward V. Rickenbacker, coronel, especialista en la reserva, entonces teniente primero, 94.º Escuadrón, Servicio Aéreo, Fuerzas Expedicionarias Estadounidenses. Por su destacada gallardía e intrepidez más allá de la llamada del deber en la acción contra el enemigo cerca de Billy, Francia, el 25 de septiembre de 1918. Mientras volaba en una patrulla voluntaria sobre las líneas de combate, el teniente Rickenbacker atacó siete aviones enemigos (cinco del tipo Fokker que protegían dos aviones fotográficos del tipo Halberstadt). Sin tener en cuenta las probabilidades en su contra, se lanzó sobre ellos y derribó a uno de los Fokker tras dejarlo fuera de control. Luego atacó a uno de los Halberstadts y lo derribó también...
Mención de la Medalla de Honor, otorgada el 6 de noviembre de 1930.

### Cruz de Servicios Distinguidos
La Cruz de Servicio Distinguido se entrega a Edward Vernon Rickenbacker, capitán (Servicio Aéreo), Armada de los EE. UU., por su extraordinario heroísmo en acción cerca de Montsec, Francia, el 29 de abril de 1918. El capitán Rickenbacker atacó un Albatross monoplano enemigo, y tras una vigorosa pelea en la que siguió a su rival hasta territorio controlado por Alemania, consiguió derribarlo en las cercanías de Vigneulles-les-Hatton Chatel.
Órdenes Generales N.º 32, W.D., 1919
La Cruz de Servicio Distinguido se entrega a Edward Vernon Rickenbacker, Capitán (Servicio Aéreo), EE. UU. por su extraordinario heroísmo en acción sobre Richecourt, Francia, el 17 de mayo de 1918. El capitán Rickenbacker atacó tres aviones enemigos Albatros, derribando uno en las cercanías de Richecourt, Francia, y obligando a los demás a retirarse sobre sus propias líneas.
Órdenes Generales N.º 32, W.D., 1919
La Cruz de Servicio Distinguido se entrega a Edward Vernon Rickenbacker, Capitán (Servicio Aéreo), Ejército de los Estados Unidos, por su extraordinario heroísmo en acción sobre St. Mihiel, Francia, el 22 de mayo de 1918. El Capitán Rickenbacker atacó tres monoplanos Albatros a 4000 m sobre St. Mihiel, Francia. Los condujo de regreso a territorio alemán, separó a uno del grupo y lo derribó cerca de Flirey.
Órdenes Generales N.º 32, W.D., 1919
La Cruz de Servicio Distinguido se entrega a Edward Vernon Rickenbacker, Capitán (Servicio Aéreo), Ejército de los EE. UU., por su extraordinario heroísmo en acción sobre Boise Rate, Francia, el 28 de mayo de 1918. El capitán Rickenbacker avistó un grupo de dos aviones de combate y cuatro monoplanos alemanes, que atacó de inmediato con fuerza, derribando uno y dispersando a los demás.
Órdenes Generales N.º 32, W.D., 1919
La Cruz de Servicio Distinguido se entrega a Edward Vernon Rickenbacker, Capitán (Servicio Aéreo), Ejército de los Estados Unidos, por su extraordinario heroísmo en acción el 30 de mayo de 1918, a 4000 m de altura sobre Jaulny, Francia. El capitán Rickenbacker atacó a un grupo de cinco aviones enemigos. Después de una violenta batalla, derribó un avión e hizo retirarse a los demás.
Órdenes Generales N.º 32, W.D., 1919
La Cruz de Servicio Distinguido se entrega a Edward Vernon Rickenbacker, Capitán (Servicio Aéreo), Ejército de los EE. UU., por su extraordinario heroísmo en acción en la región de Villecy, Francia, el 14 de septiembre de 1918. El Capitán Rickenbacker atacó cuatro aviones enemigos Fokker a una altitud de 3000 m. Después de una acción decidida y enérgica, logró derribar a uno en llamas y dispersar a los otros tres.
Órdenes Generales N.º 32, W.D., 1919
La Cruz de Servicio Distinguido se entrega a Edward Vernon Rickenbacker, Capitán (Servicio Aéreo), Ejército de los EE. UU., por su extraordinario heroísmo en acción en la región de Bois-de-Wavrille, Francia, el 15 de septiembre de 1918. El Capitán Rickenbacker se encontró con seis aviones enemigos, que estaban atacando a cuatro Spads situados por debajo de ellos. Sin inmutarse por su número superior, los atacó sin dudarlo y logró derribar a uno que quedó en llamas y romper por completo la formación de los demás.
Órdenes Generales N.º 32, W.D., 1919

## Reconocimientos
- Rickenbacker forma parte de numerosos salones de la fama:

- Salón de la Fama de la Aviación Nacional, 1965
- Salón de la Fama de los deportes motorizados, 1992
- Salón y Museo de la Fama de las Carreras Automovilísticas, 1992
- Salón de la Fama Americano de los Deportes Motorizados, 1994

- Además recibió el Premio Tony Jannus en 1967 por sus contribuciones a los vuelos comerciales programados.
- En 1974, la base aérea Lockbourne Air Force en ciudad natal de Columbus fue renombrado como Base Aérea Rickenbacker.
- El premio Rickenbacker es el mérito para un cadete de la patrulla aérea civil equivalente técnicamente a un Sargento de la Fuerza Aérea activo. Los cadetes premiados con el mérito Rickenbacker son promovidos a Sargento.